# Friends Provident
Friends Provident ist ein Versicherungsunternehmen, gelistet an der London Stock Exchange im FTSE 100, ISIN GB00B1Z4ST84, aus Großbritannien. Die Firma bietet Lebensversicherungen und weitere Versicherungsprodukte in Großbritannien an.

Logo

Friends Provident wurde 1832 gegründet. Das Unternehmen wurde in Bradford von Quäkern gegründet, um Lebensversicherungen für ihre Glaubensgenossen anzubieten. Der Hauptsitz der Firma befindet sich heute in London. Erst im Juli 2001 ging das Unternehmen an die Börse. Das Unternehmen ist Mitglied der „Association of British Insurers“. Friends Provident ist Sponsor des Southampton FC.
Die Friends Provident-Gruppe wurde im Jahr 2009 von der Resolution plc übernommen. Im Jahr 2010 erwarb Resolution die Mehrheit des Lebensversicherungsgeschäfts der Axa in England mit dem Ziel, die Marktkonsolidierung voranzutreiben. Die Friends Provident Holding ist heute der drittgrößte Lebensversicherer im Vereinigten Königreich.
Zum Versicherungskonzern gehören:
- Friends Provident Life and Pension Limited
- Friends Provident Life Assurance Limited
- Friends Provident International Limited (Isle of Man)
- F&C Asset Management plc
- United Kingdom Provident
- National Mutual of Australasia
- London and Manchester Assurance